# Naturwissenschaftlicher Unterricht
Naturwissenschaftlicher Unterricht umfasst eine schulische Bildung mit Schwerpunkt der Naturwissenschaften.

## Grundlegendes
In der klassischen Trias der humanistischen (altsprachlichen), der neusprachlichen und der realistischen allgemeinbildenden Schulformen bildet der naturwissenschaftliche Unterricht einen der wichtigen Schwerpunkte der letzteren, neben wirtschaftskundlichen Schulen. Er ist typischerweise ein weiterführender Unterricht zur Hochschulreife. Während ebenfalls naturwissenschaftliche Fächer wie Geographie, und natürlich Mathematik, im Schulwesen zur grundlegenden Allgemeinbildung gehören, umfasst der naturwissenschaftliche Unterricht speziell den Fokus auf Fächer wie Biologie, Chemie und Physik, sowie Grundlagen der Technik.
Entstanden ist das Leitbild einer naturwissenschaftlichen Bildung im Zeitalter der Aufklärung.

## Methodik und Fächerkanon
Grundlegendes Bildungsziel ist das Vermitteln wissenschaftlicher methodischer Untersuchungen. Charakteristisch für den naturwissenschaftlichen Unterricht ist die experimentale Erfahrung, und auch der Kontakt mit Laboren. Dabei wird das grundlegende wissenschaftliche Arbeiten im Konzept Hypothese – experimentelle Überprüfung – Schlussfolgerung vermittelt. In den höheren Klassen können insbesondere auch praktische Prüfungen und berufliche Praktika in den Unterricht integriert werden.
Neben getrennten Fächern gibt es auch moderne Formen, beispielsweise:
- Natur und Technik (NuT), allgemein als einführendes Fach in der unteren Sekundarbildung
- Naturphänomene (NPh) in Baden-Württemberg
- Naturwissenschaftliches Arbeiten (NWA) in Baden-Württemberg (anfangs als Fächerverbund)
- Naturwissenschaft und Technik (NwT) in Baden-Württemberg

Ein besonderer Fokus liegt in diesem Unterricht in jüngeren Jahren auch auf der Mädchenförderung, die im deutschsprachigen Raum in naturwissenschaftlichen Tätigkeiten bis heute deutlich unterrepräsentiert sind. Eines von vielen Beispielen bildet das FTC-Programm des Stuttgarter Königin-Katharina-Stift-Gymnasiums.

## Schulformen
Die typische Schulform des naturwissenschaftlichen Unterrichts ist das Naturwissenschaftliche Gymnasium, als Berufsvorbereitung auf universitäre Studien an naturwissenschaftlichen Fakultäten und einschlägigen Fachhochschulen. Sonst sind sie meist Spezialisierungen und Zweige allgemeiner Realgymnasien.